# آنترانیل
آنترانیل(به انگلیسی: Anthranil) (۱٬۲-بنزایزوکسازول) یک ترکیب آلی با فرمول مولکولی C۷H۵NO است که دارای ساختار دوحلقه‌ای حاصل از جوش خوردن بنزن-ایزوکسازول است. این ترکیب، ایزومری از ترکیبات متداول‌تر بنزوکسازول و بنزیسوکسازول است، که تفاوت آن‌ها در محل قرارگیری اتم‌های اکسیژن و نیتروژن در حلقه است. محل قرارگیری هترواتم‌ها در آنترانیل منجر به اختلال در آروماتیک بودن آن شده و موجب ناپایدارتر شدن آن نسبت به دو ایزومر دیگر می‌شود.